# Bell XV-15
Bell XV-15 — экспериментальный конвертоплан. Производитель: фирма Bell. Первый полёт XV-15 (Bell Model 301) состоялся в мае 1977 года. Испытания машины прошли успешно и было принято решения создать на её базе многоцелевой аппарат, что привело к постройке конвертоплана Bell V-22 Osprey.

## ЛТХ

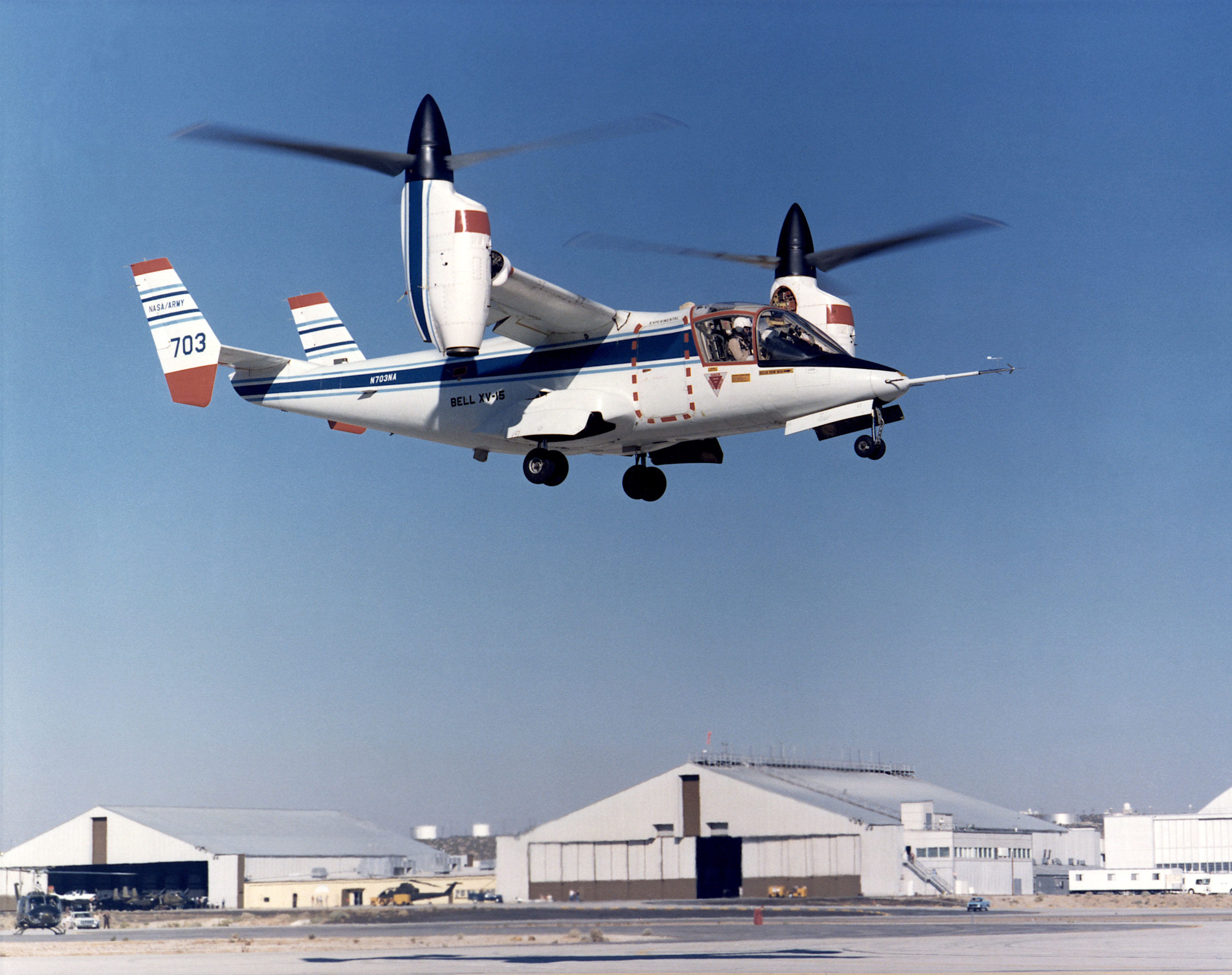
XV-15 НАСА взлетает в Драйдене

Технические характеристики
- Экипаж: 2 чел.
- Пассажировместимость: 9 чел.
- Длина: 12,83 м
- Размах крыла: 10,72 м
- Высота: 4,67 м
- Площадь крыла: 15,70 м²
- Масса пустого: 4355 кг
- Нормальная взлётная масса: 5897 кг
- Максимальная взлётная масса: 6804 кг
- Силовая установка: 2 × ТВД Avco Lycoming LTC1K-4K
- Мощность двигателей: 2 × 1156 кВт

Лётные характеристики
- Максимальная скорость: 675 км/ч
- Крейсерская скорость: 561 км/ч
- Экономичная скорость: 371 км/ч
- Практическая дальность: 825 км
- Практический потолок: 8840 м
- Высота зависания: 3200 м
- Скороподъёмность: 960 м/мин